# Подтабор (Ілірська Бистриця)
Подтабор (словен. Podtabor) — поселення в общині Ілірська Бистриця, Регіон Нотрансько-крашка, Словенія. Висота над рівнем моря: 553,2 м.